# Peter Ryom
Peter Ryom (* 31. Mai 1937 in Kopenhagen) ist ein dänischer Musikwissenschaftler. International bekannt wurde er als Autor des nach ihm benannten Ryom-Verzeichnisses der Werke Antonio Vivaldis.

## Leben
Ryom verbrachte seine ersten Lebensjahre in Paris, wo sein Vater eine Zementfabrik leitete. Als er 12 Jahre alt war, kehrte die Familie nach Dänemark zurück.
Ryom studierte Musikwissenschaft und Französisch an der Universität Kopenhagen (Abschluss 1967) und erarbeitete anschließend als Staatsstipendiat die „kleine Ausgabe“ seines Vivaldi-Werkverzeichnisses. 1977 promovierte er in Kopenhagen über Les manuscrits de Vivaldi; 1978 wurde er Mitglied des wissenschaftlichen Komitees des Istituto Italiano Antonio Vivaldi, das Vivaldis Werke in einer kritischen Neuedition herausgibt. Von 1981 bis 2002 arbeitete er als Programmdirektor und Sprecher beim Klassikprogramm des Danmarks Radio. Ab 1992 war er Fachredakteur Musik bei der Store Danske Encyklopædi (erschienen 1994–2002).
Ryoms zweiter Forschungsschwerpunkt neben der Musik Vivaldis ist die (katholische) Kirchenmusik. 1958 konvertierte er vom Protestantismus zum Katholizismus; von 1990 bis 1999 gehörte er dem Pastoralrat der Römisch-katholischen Kirche in Dänemark an.

## Veröffentlichungen
- Antonio Vivaldi. Table de concordances des œuvres (RV). Engstrøm & Sødring, Kopenhagen 1973.
- Verzeichnis der Werke Antonio Vivaldis (RV). Kleine Ausgabe. Engstrøm & Sødring, Kopenhagen / Deutscher Verlag für Musik, Leipzig 1974, 2. Auflage 1979.
- Les manuscrits de Vivaldi. Antonio Vivaldi Archives, Kopenhagen 1977.
- Répertoire des œuvres d’Antonio Vivaldi. Les compositions instrumentales. Engstrøm & Sødring, Kopenhagen 1986.
- Musikkens stilarter. Klassisk musik fra oldtid til nutid. Gyldendal, Kopenhagen 1992.
- Tematiske kataloger. En orientering. Danmarks Nationalleksikon, Kopenhagen 1993.
- Vivaldis koncerter. Engstrøm & Sødring, Kopenhagen 1994.
- Kirkemusikleksikon. Christian Ejlers, Kopenhagen 2002.
- Mozarts Requiem. Efterladt og færdiggjort. Andantino, Herlev 2006.
- Antonio Vivaldi. Thematisch-systematisches Verzeichnis seiner Werke. Breitkopf & Härtel, Wiesbaden 2007, ²2018.
- J. S. Bachs Kirkekantater. Forkyndelse i ord og toner. Andantino, Herlev 2009.
- Kirkens musik før og efter Reformationen. Continuo, Rudkøbing 2012.
- Anton Bruckner. Liv og værk. Multivers, Fredriksberg 2021.